# Jean-Claude Lavorel
Pour les articles homonymes, voir Lavorel.
Jean-Claude Lavorel, né le 29 mars 1948, est un entrepreneur français lyonnais, il est classé 283e fortune du pays en 2022 par le magazine Challenges, avec une fortune qui est estimée à 420 millions d'euros.

## Biographie

### Premières décennies
Jean-Claude Lavorel naît le 29 mars 1948. Il devient entrepreneur, contre l'avis de son père, en créant une première entreprise de prêt-à-porter au début des années 1970 ; c'est un échec. Il est ensuite salarié dans une entreprise du secteur médical pour laquelle il est commercial.

### LVL Médical
Après quoi il crée en 1989 à Lyon l'entreprise LVL Medical, spécialisée dans les soins à domicile, notamment relatifs à l’insuffisance respiratoire et l’apnée du sommeil. Elle grossit, et à l’aide de son fils Stanislas Lavorel, il la fait rentrer en bourse et se situe « dans le trio de tête du secteur en termes de chiffre d’affaires » (avec 100 millions d'euros), écrit Entreprendre, lorsqu'il revend l'entreprise au groupe Air liquide en 2012, pour 416 millions d'euros,. Jean-Claude Lavorel conserve uniquement Bonitas, la filiale allemande du groupe.

### Lavorel Hotels
L'entrepreneur se reconvertit dans l'hôtellerie : après un premier achat à Courchevel au début des années 2000, il acquiert entre autres un hôtel de luxe à Courchevel en 2008, le Château de Bagnols en 2012 et un hôtel quatre étoiles de la Cité internationale de Lyon en 2014, dans le but de les faire monter en gamme, travaux à l'appui. En 2017, un établissement sis près du lac d'Annecy, le Black Bass, rejoint le groupe Lavorel Hotels, puis Jean-Claude Lavorel annonce la construction d'un hôtel trois étoiles de 145 chambres, Kopster Hotel, dans le complexe du Parc Olympique lyonnais. Il achète l'hôtel Chabichou à Courchevel 1850 et annonce sa réouverture en décembre 2019 après une importante rénovation. Après l'achat du palace de Menthon à l'été 2018, le Kopster Hotel ouvre à côté du stade de Lyon début octobre. Il fait par la suite l’acquisition de deux hôtels à Paris. En 2019, l'hôtel le Jules Verne à Yvoire et le Grand Hôtel de Courchevel rejoignent le groupe. Début 2021, l'acquisition du Château des Ravatys dans le Beaujolais viens diversifier les activités du groupe avec l'exploitation viticole.
En 2019, l'entrepreneur est classé 186e fortune française par le magazine Challenges ; il est entré au classement des 500 plus grandes fortunes en 1998.
La même année, le journal en ligne d'investigation Mediacités souligne que la holding de Jean-Claude Lavorel créée en 2011, Groupe Lavorel, est domiciliée au Luxembourg (régulièrement qualifié de paradis fiscal), « alors même que la très grande majorité de ses activités se déroulent en dehors du Grand-Duché, en Allemagne et en France essentiellement ». D'après Mediacités, Lavorel Hotels a contracté auprès de sa holding une dette supérieure à 11 millions d’euros, dans un schéma classique d'optimisation fiscale qui repose sur les avantages fiscaux proposés par le Luxembourg

### Postes
En 2021, Jean-Claude Lavorel est nommé président de l’Office du tourisme du Beaujolais.

### Lavorel Medicare
Son fils Stanislas Lavorel et lui créent Lavorel Medicare en 2013. L’entreprise est spécialisée dans la recherche médicale et rachète deux entreprises du secteur : Innoset et Kélis Médical. Stanislas Lavorel crée par la suite Lavorel Kids & Baby. Après avoir racheté 80 % des crèches luxembourgeoises, il les revend et achète Educazen, une entreprise spécialisée dans la garde d’enfants et Les Nounous de Paris. En 2021, Stanislas Lavorel accélère le développement des crèches avec le rachat de structures principalement en France, en Allemagne, en Suisse et dans d’autres pays européens.

### Condamnation pour fraude fiscale
Jean-Claude Lavorel est condamné le 12 septembre 2023 à un an de prison avec sursis et 300 000 € d'amende pour fraude fiscale aggravée et dissimulation de salariés. En effet il utilisait pour son compte personnel un bateau nommé le Funky Town, acquis par une société écran basée à Guernesey. La fraude fiscale aggravée est caractérisée par la perception d'avantages en nature entre 2009 et 2017.

## Famille
Jean Claude Lavorel est père de cinq enfants. Son fils Stanislas dirige avec lui le groupe familial. Un de ses autres fils, Benjamin, est restaurateur et propriétaire d’établissements festifs à Lyon.